# Scène de patinage
Scène de patinage est un tableau réalisé par le peintre Pieter Brueghel le Jeune en 1613. Cette huile sur bois est une scène de genre qui représente les habitants d'une localité réunis pour faire du patinage sur glace. Propriété de la Société industrielle de Mulhouse, l'œuvre se trouve en dépôt au musée des Beaux-Arts de Mulhouse, à Mulhouse, dans le Haut-Rhin.